# Lempuing Indah
Lempuing Indah is een bestuurslaag in het regentschap Ogan Komering Ilir van de provincie Zuid-Sumatra, Indonesië. Lempuing Indah telt 1125 inwoners (volkstelling 2010).